# 我们再也回不去了
《我们再也回不去了》（英語："We Are Never Ever Getting Back Together"），是美國創作歌手泰勒·斯威夫特的一首歌曲，收錄於其第4張錄音室專輯《红》中。歌曲由斯威夫特、马克斯·马丁與歇爾貝克共同創作及共同製作。《我们再也回不去了》由大機器唱片於2012年8月13日作為專輯的首張單曲發行。歌曲的歌詞描述了斯威夫特向一名希望復合的前男友表示“我们再也回不去了”。《滾石》將歌曲列為2012年第二佳歌曲。而《時代雜誌》則將歌曲排為年終第4。歌曲獲得了2013年葛萊美獎的年度製作和人民选择奖年度最喜愛歌曲的提名。
歌曲發行後獲得了商業成功，成為斯威夫特在美國《告示牌》百强单曲榜取得的第1支冠軍單曲。這首歌算是斯威夫特尚未轉型成流行歌手前發佈的第一首流行歌曲。此外，歌曲在澳大利亞、日本、韓國、愛爾蘭、以色列和英國亦奪冠。在美國熱門鄉村歌曲榜，歌曲則在冠軍位停留了10週。歌曲的音樂錄影帶於2012年8月發行，是第一部以4K解析度展示的音樂錄影帶，獲得了樂評的好評。2012年9月，歌曲的實體CD單曲發行。歌曲已被美國唱片業協會認證為五白金唱片，在澳大利亞、英國、瑞典、紐西蘭、日本和丹麥亦獲得了白金及以上的認證。迄今，根據國際唱片業協會統計，歌曲全球銷量超過700萬份，是全球最畅销单曲之一。

## 背景与发行

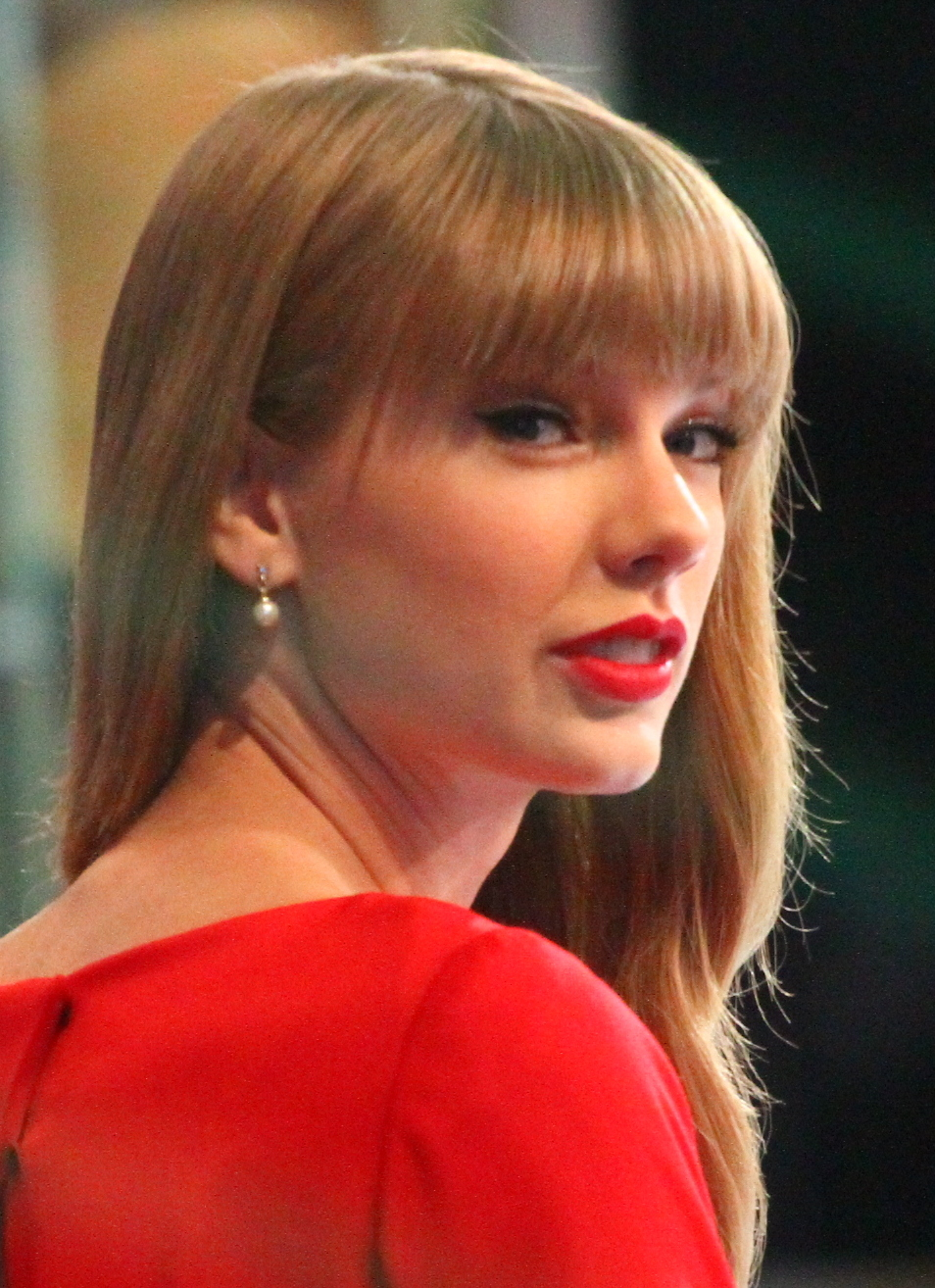
斯威夫特于《早安美國》亮相，谈论并首播了歌曲。

斯威夫特在完成《爱的告白》的创作之后，她决定在新专辑中与不同的詞曲作家和制作人合作。因此，她找来了马克斯·马丁和歇爾貝克。三人在一个斯威夫特的前男友的朋友来到录音室说起斯威夫特和前男友复合的谣言之后获得了《我们再也回不去了》的灵感。在那名朋友离开之后，马丁和歇尔贝克要斯威夫特讲述这段关系的细节，斯威夫特对此描述为“分手、復合、分手、復合，是最糟糕的一段感情”。而马丁则建议斯威夫特把这段感情写到歌裡。斯威夫特弹起吉他唱到“我们再也......”（We are never ever......），而歌曲就如行云流水般很快写成了。斯威夫特将这段经历描述为自己录音时最有趣的一段经历，并表示音乐搭档们达到了她预期的想法。在歌曲的后段可以听到斯威夫特讽刺般地描述分手经历的录音。歌曲被认为是写给他斯威夫特前男友杰克·吉林哈尔的，两人于2011年1月分手，但在分手几天之后又见两人约会。在歌曲音樂錄影帶发行之后，更多的证据亦指向了歌曲的男主角正是吉林哈尔，影片的男演员极像吉林哈尔，男演员在影片中给了斯威夫特一条据报道是吉林哈尔亲手织的围巾，而斯威夫特在影片中戴的手镯亦被指和吉林哈尔据报道在斯威夫特生日当天送给斯威夫特的手镯相似。
斯威夫特在2012年8月13日透过Google+直播網路聊天首播了歌曲。同日，歌曲在Google Play正式发行。8月14日，歌曲开放iTunes和Amazon.com的數位下載。歌曲的官方歌词音乐录像带亦于同日在斯威夫特的Vevo频道首播。8月13日，歌曲被派往成人当代电台发行。次日，歌曲亦被派往當代流行電台。8月21日，歌曲的鄉村版本在乡村电台发行。歌曲的音乐录像带于2012年8月30日正式首播。此外，斯威夫特亦于2012年9月4日在其官方网站与Amazon.com发行了歌曲的限量CD单曲，该CD单曲与《我们再也回不去了》的T恤和背包打包发行。CD单曲亦于同日在美国沃尔玛超市独家实体销售。

## 音乐录像带

### 背景与发行
歌曲的音乐录像带由曾执导过斯威夫特《太刻薄》和《有你有我》录像带的德克蘭·惠特布盧姆执导，于2012年8月30日北美东部时区晚间7:49在鄉村音樂電視、音樂電視網和TeenNick首播。录像带使用Sony F65 Cinealta相机无剪辑拍摄，最终呈现出有部分可從內部向外推出的图书般效果。斯威夫特在录像带中有五套不同的造型。歌曲亦是第一部4K解析度的音乐录像带。根据斯威夫特的说法，她希望录像带看起来“和歌曲听起来一样奇特”，“这里到处都是編織物，随机会出现林地生物。”2012年8月30日，在录像带发行前，鄉村音樂電視的官方YouTube发布了一段时长42秒的预告。

### 剧情
音乐录像带以一镜到底的形式拍摄。在录像带的开头，斯威夫特身穿宽大的睡衣褲叙述着她和前男友（諾亞·米斯饰）分手与复合的经历。接着，斯威夫特来到客厅，她的乐队身穿动物服饰，斯威夫特唱起歌曲的副歌。镜头接着切换到电视中，斯威夫特唱着“再也，回不去了”（Like, ever.）。在餐厅中，斯威夫特再次叙述起在夜店中的前男友通过电话复合的经历。斯威夫特挂断电话，而前男友只得悻悻离开夜店。之后则是斯威夫特与前男友在卡车中吵架，之后在公园一起手挽手散步的镜头。斯威夫特从男友身边跑开，镜头切换至斯威夫特与人讲电话吐槽这段恋情的画面。在客厅派对画面，前男友突然出现，想挽回恋情，但斯威夫特则重重摔门，给了前男友闭门羹。影片最后以斯威夫特坐在窗台边唱着歌曲结尾的镜头结束。

### 反响
音樂電視網的詹姆斯·蒙哥馬利称赞影片“真是一部视觉享受大餐”。《紐約每日新聞》的吉姆·法伯则评论道：“（斯威夫特）在影片的的口气和举止健談而諷刺，极好地模拟了她主流粉丝，青少年女孩的亲密关系。”Idolator的卡尔·威洛特称赞了影片的剧情，描述道：“还有什么你不能在这部冠军超流行歌曲的录像带中得到的吗？”《告示牌》的大卫·葛林華德则称影片是“斯威夫特与身穿动物服饰的乐队成员载歌载舞的独特的庆典，其中穿插着感情的回忆 - 这些都以精心制作的长镜头录制着。斯威夫特戴着大眼镜，身穿宽松印花睡衣，对不那么好的前男友，一个邋遢，看起来比斯威夫特还老的文艺青年，却戏爆多的人，嗤之以鼻。”

## 曲目列表
數位下載/限量CD單曲
1. "We Are Never Ever Getting Back Together" – 3:12

## 榜单
| 榜单（2012年-2015年）                      | 最高 排位 |
| ------------------------------------------ | --------- |
| 澳大利亚（澳大利亚唱片业协会單曲榜）       | 3         |
| 奥地利（Ö3四十强单曲榜）                   | 22        |
| 比利时佛兰德（Ultratop五十强单曲榜）       | 26        |
| 比利时瓦隆（Ultratop五十强单曲榜）         | 42        |
| 巴西（Brasil Hot 100 Airplay）             | 63        |
| 加拿大（Canadian Hot 100）                 | 1         |
| 加拿大（《告示牌》Canada AC）              | 1         |
| 加拿大（《告示牌》Canada Country）         | 16        |
| 加拿大（《告示牌》Canada CHR）             | 3         |
| 加拿大（《告示牌》Canada Hot AC）          | 3         |
| 捷克（電台百強單曲榜）                     | 26        |
| 丹麥（Hitlisten单曲榜）                    | 18        |
| 歐洲（《告示牌》Euro Digital Song Sales）  | 8         |
| 芬兰（芬蘭官方單曲榜）                     | 18        |
| 法国（法國唱片出版業公會單曲榜）           | 18        |
| 德国（德國官方單曲榜）                     | 21        |
| 洪都拉斯（洪都拉斯五十强单曲榜）           | 21        |
| 匈牙利（四十强电台榜）                     | 9         |
| 愛爾蘭（愛爾蘭唱片音樂協會单曲榜）         | 4         |
| 以色列（媒体森林电台榜）                   | 2         |
| 意大利（意大利音乐产业联盟单曲榜）         | 44        |
| 日本（Japan Hot 100）                      | 2         |
| 日本（《告示牌》Japan Adult Contemporary） | 1         |
| 墨西哥（《告示牌》Mexico Ingles Airplay）  | 15        |
| 荷兰（荷蘭四十強單曲榜）                   | 16        |
| 荷兰（百强单曲榜）                         | 24        |
| 新西兰（新西兰唱片音乐协会单曲榜）         | 1         |
| 挪威（世道單曲榜）                         | 6         |
| 斯洛伐克（電台百強單曲榜）                 | 41        |
| 韩国（Gaon单曲榜）                         | 52        |
| 韩国（Gaon国际单曲榜）                     | 2         |
| 西班牙（西班牙音樂製作協會）               | 9         |
| 瑞典（瑞典最熱榜）                         | 16        |
| 瑞士（瑞士热门音乐榜）                     | 21        |
| 英國（官方榜单公司單曲榜）                 | 4         |
| 美国（《告示牌》百大單曲榜）               | 1         |
| 美國（《告示牌》成人當代單曲榜）           | 10        |
| 美國（《告示牌》Adult Pop Airplay）        | 7         |
| 美國（《告示牌》Country Airplay）          | 13        |
| 美國（《告示牌》Dance/Mix Show Airplay）   | 21        |
| 美國（《告示牌》热门乡村歌曲榜）           | 1         |
| 美國（《告示牌》Pop Airplay）              | 2         |
| 美國（《告示牌》Rhythmic Songs）           | 35        |
| 委内瑞拉（唱片报告委内瑞拉流行摇滚榜）     | 3         |

| 榜单（2012年）                       | 排位 |
| ------------------------------------ | ---- |
| 澳大利亚（澳大利亚唱片业协会单曲榜） | 19   |
| 巴西（克勞利廣播分析）               | 34   |
| 加拿大（Canadian Hot 100）           | 39   |
| 日本（Japan Hot 100）                | 28   |
| 荷兰（荷兰四十强音乐榜）             | 80   |
| 新西兰（新西兰唱片音乐协会单曲榜）   | 17   |
| 韩国（Gaon国际单曲榜）               | 21   |
| 瑞典（瑞典最热榜）                   | 79   |
| 英国（官方榜单公司单曲榜）           | 26   |
| 美国（Billboard Hot 100）            | 33   |
| 美国（《公告牌》Adult Contemporary） | 25   |
| 美国（《公告牌》Adult Top 40）       | 43   |
| 美国（《公告牌》Hot Country Songs）  | 86   |
| 美国（《公告牌》Mainstream Top 40）  | 34   |

| 榜单（2013年）                      | 排位 |
| ----------------------------------- | ---- |
| 加拿大（Canadian Hot 100）          | 100  |
| 法国（法国唱片出版业公会单曲榜）    | 146  |
| 日本（Japan Hot 100）               | 16   |
| 韩国（Gaon国际单曲榜）              | 40   |
| 英国（官方榜单公司单曲榜）          | 175  |
| 美国（《公告牌》Hot Country Songs） | 14   |

| 榜单（2014年）         | 排位 |
| ---------------------- | ---- |
| 日本（Japan Hot 100）  | 52   |
| 韩国（Gaon国际单曲榜） | 89   |

| 榜单（2015年）         | 排位 |
| ---------------------- | ---- |
| 日本（Japan Hot 100）  | 49   |
| 韩国（Gaon国际单曲榜） | 79   |

| 榜单（2010年-2019年）               | 排位 |
| ----------------------------------- | ---- |
| 美国（《公告牌》Hot Country Songs） | 41   |

## 销售认证
| 地區                                                     | 认证    | 认证单位/销量 |
| -------------------------------------------------------- | ------- | ------------- |
| 澳大利亚（澳大利亚唱片业协会）                           | 9× 白金 | 630,000‡      |
| 奥地利（國際唱片業協會奧地利分會）                       | 白金    | 30,000*       |
| 加拿大（加拿大音乐协会）                                 | 金      | 40,000*       |
| 德国（聯邦音樂產業協會）                                 | 白金    | 300,000‡      |
| 意大利（意大利音乐产业联盟）                             | 金      | 15,000‡       |
| 日本（日本唱片協會）                                     | 百万    | 1,000,000*    |
| 墨西哥（墨西哥音像製品協會）                             | 金      | 30,000*       |
| 新西兰（新西兰唱片音乐协会）                             | 2× 白金 | 30,000*       |
| 西班牙（西班牙音樂製作協會）                             | 金      | 30,000‡       |
| 瑞典（瑞典唱片業協會）                                   | 白金    | 40,000‡       |
| 英国（英国唱片业协会）                                   | 2× 白金 | 1,200,000‡    |
| 美国（美國唱片業協會）                                   | 6× 白金 | 6,000,000‡    |
| 流媒体                                                   |         |               |
| 丹麦（國際唱片業協會丹麥分會）                           | 白金    | 1,800,000†    |
| 日本（日本唱片協會）                                     | 白金    | 100,000,000†  |
| *僅含認證的實際銷量 ‡僅含認證的+實際銷量 †僅含認證的銷量 |         |               |